# Собор Серафима Саровского (Златоуст)
Собор Серафима Саровского (Серафимовский собор) — православный храм в городе Златоусте Челябинской области, кафедральный собор Златоустовской епархии Русской Православной Церкви.
Настоятелем храма является епископ Златоустовский и Саткинский Пётр.
При храме действует воскресная школа для взрослых и детей, два хора: взрослый хор и молодёжный.
В сентябре 2018 года к 100-летию со дня мученической кончины царской семьи, 150-летию со дня рождения императора Николая II и 100-летию образования Челябинской епархии на территории собора был торжественно открыт бюст Императору-страстотерпцу Николаю II.
С 14 марта 2017 года, согласно Указу Святейшего Патриарха — является кафедральным собором Златоустовской епархии.
- Настоятель храма — епископ Златоустовский и Саткинский Петр (Дмитриев)

- Ключарь — иерей Андрей Тарасов[2]